# Tephraciura basimacula
Tephraciura basimacula är en tvåvingeart som först beskrevs av Mario Bezzi 1924.  Tephraciura basimacula ingår i släktet Tephraciura och familjen borrflugor. Inga underarter finns listade i Catalogue of Life.